# سیارک ۴۸۷۷
سیارک ۴۸۷۷ (به انگلیسی: 4877 Humboldt، نامگذاری:5066T-2) چهار هزار و هشتصد و هفتاد و هفتمین سیارک کشف شده‌است که در ۲۵ سپتامبر ۱۹۷۳ کشف شد.
قدر مطلق سیارک برابر ۱۳٫۱۰ است.